# Plaza Venezuela

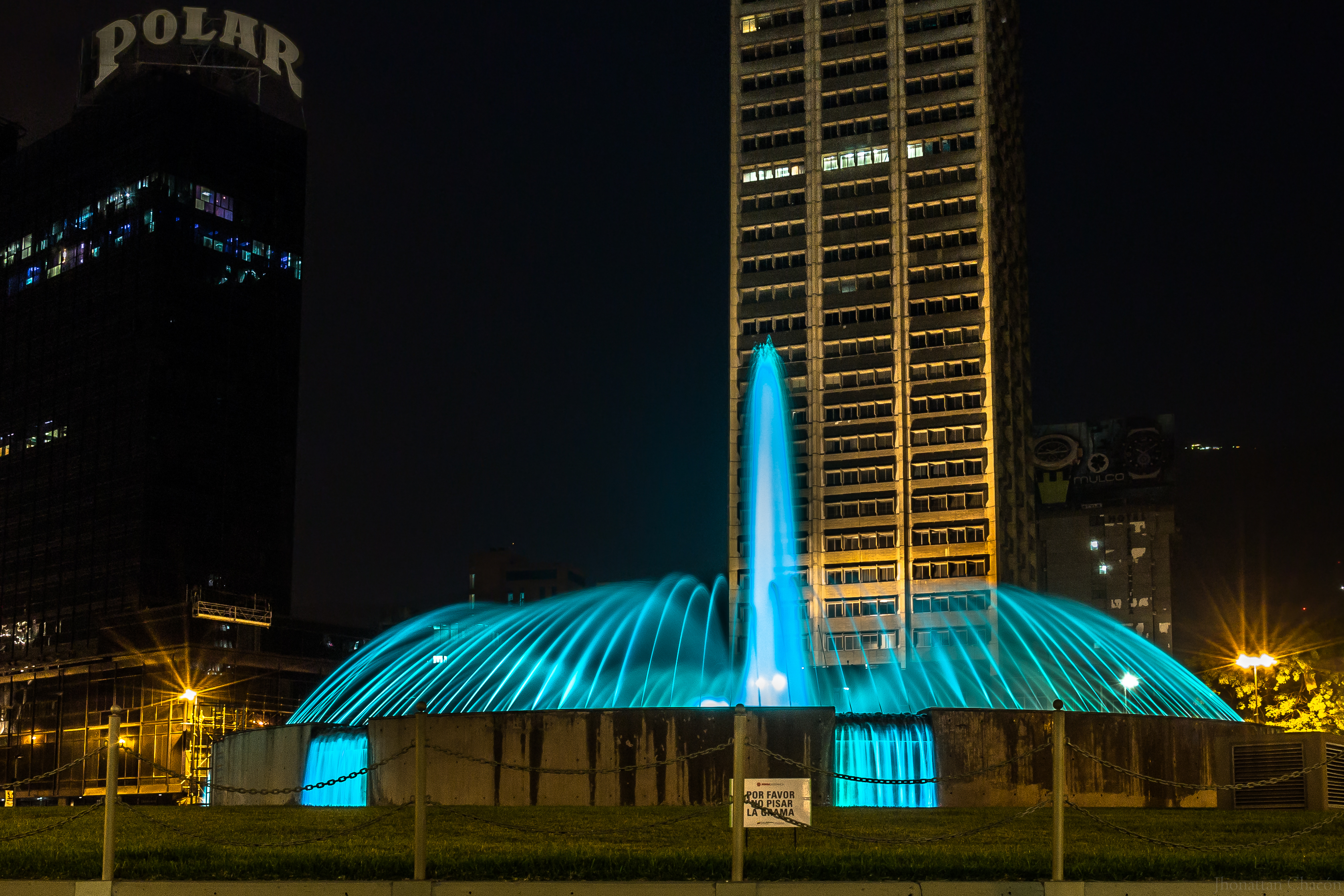
Plaza Venezuela à noite.

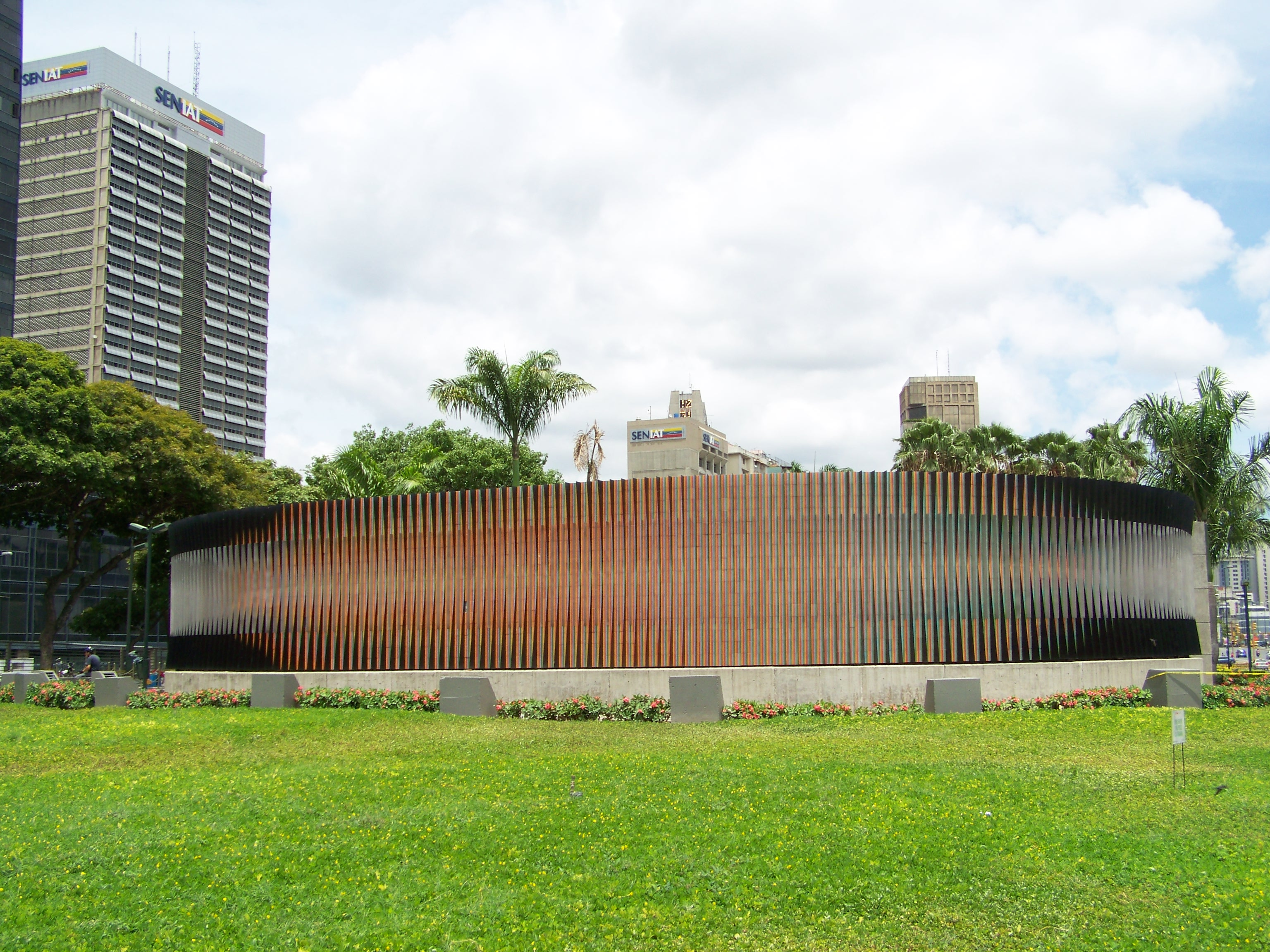
Fisicromía de Carlos Cruz-Diez.

A Plaza Venezuela (Praça Venezuela) é uma praça pública localizada em Caracas. Inaugurada em 1940 e geograficamente situada no centro da capital venezuelana. É o lugar de muitos marcos de Caracas, incluindo uma fonte com luzes, o monumento Cristóvão Colombo de  Manuel de la Cova, o tributo Fisicromía a Andrés Bello concebido por Carlos Cruz-Diez e da escultura Solar de Alejandro Otero.
Também fornece acesso a outros locais importantes, como à Cidade Universitária de Caracas, ao Jardim Botânico de Caracas, ao Parque Central Torre, à Avenida Sabana Grande e ao Centro Cultural de Artes. Entre 2007 e 2009, um plano de restauração foi realizado na área pela La Estancia Art Center PDVSA.